# Árpád (Schiff, 1837)
Die Árpád war ein mit einer Dampfmaschine betriebenes Schiff der Ersten Donau-Dampfschiffahrts-Gesellschaft (DDSG). Es wurde mehrfach umgebaut und verändert.
Für die wachsende Flotte der DDSG ergab sich 1835 die Notwendigkeit, einen Schutzhafen für die Überwinterung sowie eine Möglichkeit zur Durchführung von Reparaturarbeiten in der Nähe von Budapest zu schaffen. Dies entstand auf einer Donauinsel bei Óbuda, dem heutigen III. Stadtbezirk von Budapest. Die Árpád war das erste auf der Schiffswerft Óbuda gebaute Schiff.
Die Árpád war ursprünglich ein Passagierschiff, wurde aber bereits 1841 zum Frachtschiff umgebaut. 1844 wurde der hölzerne Rumpf gegen einen eisernen Schiffskörper getauscht. 1852 wurde ein neuer Kessel, 1877 eine neue Dampfmaschine eingebaut. 1897 wurde das Schiff verschrottet. 
Ein Modell des Schiffes befindet sich im Verkehrsmuseum Budapest. 1993 gab Ungarn eine 500-Forint-Gedenkmünze aus Silber heraus, die auf der Rückseite die Árpád zeigt. Außerdem gibt es ein Bild des Schiffes auf einer 1981 von der ungarischen Postverwaltung herausgegebenen Briefmarke im Wert von 1 Forint.